# Coupe du monde de BMX 2015
Navigation
2014 2016
La 13e édition de la coupe du monde de BMX a lieu du 18 avril au  26 septembre 2015. 

## Hommes élites

### Résultats
| #  | Lieu                | Date            | Vainqueur        | Deuxième       | Troisième        | Leader du classement général |
| -- | ------------------- | --------------- | ---------------- | -------------- | ---------------- | ---------------------------- |
| 1. | Manchester          | 18-19 avril     | Liam Phillips    | Amidou Mir     | Nicholas Long    | Liam Phillips                |
| 2. | Papendal            | 9-10 mai        | Niek Kimmann     | Sam Willoughby | Jelle van Gorkom | Sam Willoughby               |
| 3. | Engelholm           | 15-16 août      | Liam Phillips    | Bodi Turner    | Sam Willoughby   | Liam Phillips                |
| 4. | Santiago del Estero | 5-6 septembre   | Liam Phillips    | Anthony Dean   | Niek Kimmann     | Liam Phillips                |
| 5. | Rock Hill           | 25-26 septembre | Māris Štrombergs | Tory Nyhaug    | Connor Fields    | Liam Phillips                |

### Classement général
| Pos | Coureur          | Pts |
| --- | ---------------- | --- |
| 1   | Liam Phillips    | 865 |
| 2   | Niek Kimmann     | 735 |
| 3   | Amidou Mir       | 610 |
| 4   | Connor Fields    | 600 |
| 5   | Anthony Dean     | 595 |
| 6   | Sam Willoughby   | 575 |
| 7   | Carlos Oquendo   | 530 |
| 8   | Jelle van Gorkom | 490 |
| 9   | Bodi Turner      | 475 |
| 10  | David Graf       | 475 |

## Femmes élites

### Résultats
| #  | Lieu                | Date            | Vainqueur         | Deuxième          | Troisième         | Leader du classement général |
| -- | ------------------- | --------------- | ----------------- | ----------------- | ----------------- | ---------------------------- |
| 1. | Manchester          | 18-19 avril     | Caroline Buchanan | Alise Post        | Stefany Hernández | Caroline Buchanan            |
| 2. | Papendal            | 9-10 mai        | Mariana Pajón     | Felicia Stancil   | Stefany Hernández | Mariana Pajón                |
| 3. | Engelholm           | 15-16 août      | Alise Post        | Felicia Stancil   | Lauren Reynolds   | Alise Post                   |
| 4. | Santiago del Estero | 5-6 septembre   | Mariana Pajón     | Stefany Hernández | Alise Post        | Mariana Pajón                |
| 5. | Rock Hill           | 25-26 septembre | Mariana Pajón     | Stefany Hernández | Laura Smulders    | Mariana Pajón                |

### Classement général
| Pos | Coureuse           | Pts |
| --- | ------------------ | --- |
| 1   | Mariana Pajón      | 965 |
| 2   | Stefany Hernández  | 875 |
| 3   | Alise Post         | 825 |
| 4   | Caroline Buchanan  | 760 |
| 5   | Felicia Stancil    | 670 |
| 6   | Lauren Reynolds    | 585 |
| 7   | Danielle George    | 585 |
| 8   | Brooke Crain       | 575 |
| 9   | Simone Christensen | 540 |
| 10  | Merle van Benthem  | 495 |